# شوتارو موریکوبو
شوتارو موریکوبو (انگلیسی: Showtaro Morikubo; ۲۵ فوریهٔ ۱۹۷۴ – ) بازیگر، صداپیشگی در ژاپن، و خواننده اهل ژاپن بود. وی از سال ۱۹۹۶ میلادی تاکنون مشغول فعالیت بوده‌است.